# Lillian O'Donnell
Pour les articles homonymes, voir O'Donnell.
Lillian O'Donnell, née Udvardy le 15 mars 1926 à Trieste en Italie et morte le 2 avril 2005 à New York, est un auteur américain de roman policier.

## Biographie
Après des études dans une école d’art dramatique new-yorkaise, elle est, entre 1944 et 1954, actrice dans quelques productions théâtrales et télévisées, avant de s’orienter rapidement vers la fonction de régisseur de plateau, puis de metteur en scène. En 1954, elle épouse J. Leonard O’Donnell et abandonne le théâtre.
En 1959, elle se lance dans l’écriture et publie quelques romans policiers, mâtinés de roman d'amour et de roman gothique.
En 1972, elle se tourne vers le roman de procédure policière avec À coups de tube, la première des dix-sept enquêtes de l’inspectrice Nora Mulcahaney. Après sa formation, Nora est embauchée à l’âge de vingt-huit ans par la police de New-York comme agent de patrouille. D’origine irlandaise, elle habite avec un père doté d'un sale caractère qui ne cesse de la pousser à se marier.  Grande, belle et ambitieuse, Nora a d’autres ambitions.  Promue au bout d’un an au service des affaires criminelles, elle gravit les échelons et devient successivement détective, puis inspecteur. Elle a parfois pour adjoint le sergent Joe Carpetto, un beau grand brun qui se donne des allures de playboy, lui fait la cour pendant plusieurs années, et qu’elle finira par épouser. La série Mulcahaney vaut moins par ses intrigues policières que par la description sociale de l’Amérique des années 1970 où le statut de la femme est en pleine évolution. Nora Mulcahaney est en effet le premier personnage de policière créée par une femme de l’histoire de la littérature américaine, pavant la voie à l'apparition des héroïnes de Dorothy Uhnak et Sara Paretsky.
Lillian O'Donnell a également donné deux autres séries policières : l’une avec l’assistante sociale de victimes criminelles Mici Anhalt ; l’autre avec le détective privé Gwenn Ramadge.

## Œuvre

### Romans

#### SérieNorah Mulcahaney
- The Phone Calls  (1972) Publié en français sous le titre À coups de tubes, Paris, Gallimard, Série noire no 1550, 1973
- Don't Wear Your Wedding Ring (1973)
- Dial 577-RAPE (1974) Publié en français sous le titre Viol à la une, Paris, Gallimard, Super noire no 29, 1975
- The Baby Merchants (1975)
- Leisure Dying (1976) Publié en français sous le titre Ce n’était pas du cinéma, Paris, Librairie des Champs-Élysées, Le Masque no 1503, 1977
- No Business Being a Cop (1979) Publié en français sous le titre Pas marrant d’être flic, Paris, Librairie des Champs-Élysées, Le Masque no 1642, 1981
- The Children's Zoo (1981)
- Cop without a Shield (1983)
- Lady Killer (1984)
- Casual Affairs (1985)
- The Other Side of the Door (1987)
- A Good Night to Kill (1989)
- A Private Crime (1991)
- Pushover (1992)
- Lockout (1994)
- Shadow in Red (1998)
- Blue Death (1998)

#### SérieMici Anhalt
- Aftershock (1977)
- Falling Star (1979)
- Wicked Designs (1980)

#### SérieGwenn Ramadge
- A Wreath for the Bride (1990)
- Used to Kill (1993)
- The Raggedy Man (1995)
- The Goddess Affair (1996)

#### Autres romans
- Death on the Grass (1959)
- Death Blanks the Screen (1960)
- Death Schuss (1963)
- Murder Under the Sun (1964)
- Death of a Player (1964)
- Babes in the Woods (1965)
- The Sleeping Beauty Murders (1967)
- The Tachi Tree (1968)
- The Face of the Crime 1968)
- Dive into Darkness (1971)

## Adaptation
- 1989 : Angoisse sur la ville, téléfilm de Robert L. Collins, avec Angie Dickinson dans le rôle du sergent Norah Mulcahaney, rebaptisée Kelly Mulcahaney, Joseph Bologna et David Soul.